# Stagmomantis californica
Stagmomantis californica är en bönsyrseart som beskrevs av Rehn och Morgan Hebard 1909. Stagmomantis californica ingår i släktet Stagmomantis och familjen Mantidae. Inga underarter finns listade i Catalogue of Life.